# سيرجي فولكوف ألكسندروفيتش
سيرجي فولكوف ألكسندروفيتش (بالروسية: Волков, Сергей Александрович)‏ (و. 1973 – م) هو طيار، ورائد فضاء، وعسكري من روسيا . ولد في Chuhuiv. تولى منصب قائد بعثة محطة الفضاء الدولية، البعثة 17 (17 أبريل 2008–17 أكتوبر 2008) .

## ريادة الفضاء
شارك في المهمات الفضائية:
- Soyuz TMA-12
- البعثة 29
- سويوز تي إم إيه-18 إم
- البعثة 45
- البعثة 28
- Soyuz TMA-02M
- البعثة 17
- البعثة 46 (ISS).

## جوائز
حصل على جوائز منها:
- بطل الاتحاد الروسي (وسام)
- Order For Services to the Fatherland 4th degree
- Medal "For Merit in Space Exploration".